# 薩森門

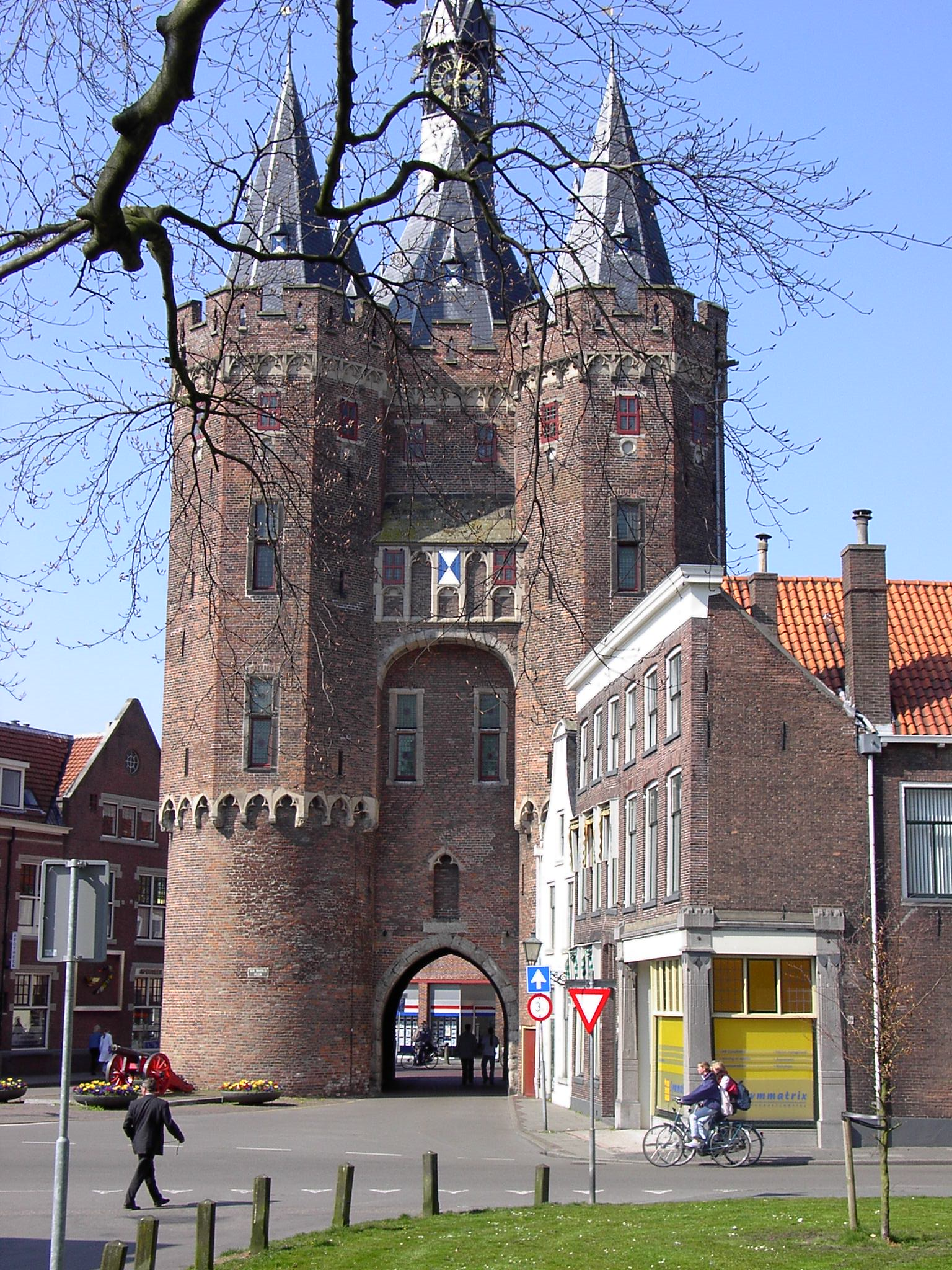
薩森門

薩森門（Sassenpoort）是荷蘭城市茲沃勒的城門之一，修建於1409年。在1893年至1898年期間，薩森門進行了修復工作。現在薩森門仍然是荷蘭政府所有的資產。